# Sole (Massimo Di Cataldo)
Sole è un singolo del cantautore italiano Massimo Di Cataldo, estratto dall'album Crescendo e pubblicato nel 1998.
Il video del brano, diretto da Luca Merli, è stato girato presso il sito archeologico di Ostia.